# Grande Messe des morts

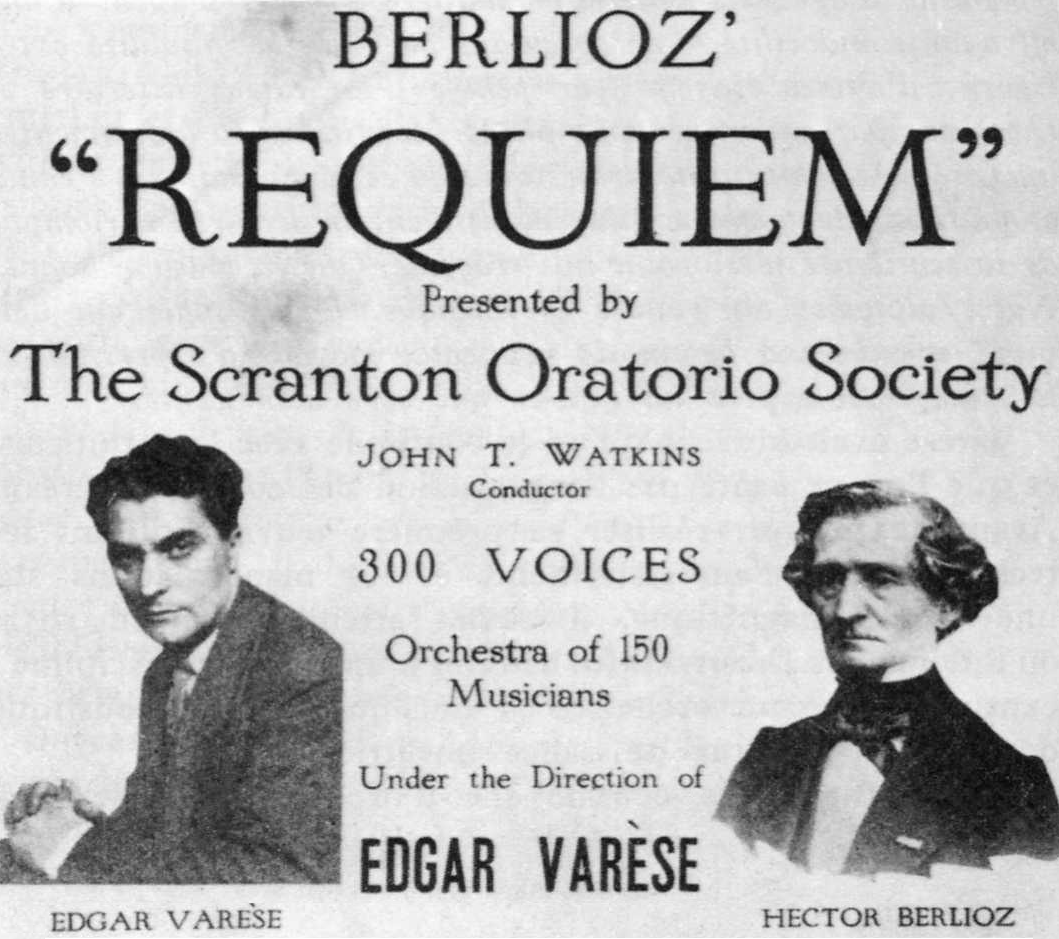
Bảng quảng cáo cho buổi trình diễn Requiem của Berlioz vào ngày 1 tháng 4 năm 1917 tại New York

Grande Messe des morts, Op. 5 là tác phẩm hợp xướng của nhà soạn nhạc danh tiêng người Pháp Hector Berlioz. Tác phẩm này được ông sáng tác vào năm 1837. Đây là một bản requiem. Nó được dành cho dàn nhạc giao hưởng và dàn hợp xướng lớn khác thường.